# تكنوجيم
 تكنوجيم ( بالايطالية:Technogym ) شركة مصنعة لمعدات اللياقة البدنية مقرها في تشيزينا ، إيطاليا .
تأسست في عام 1983 من قبل نيريو اليساندري . 

## التاريخ
في يوليو 2014 ، دخلت تكنوجيم في شراكة مع المصمم الصناعي أنطونيو سيتيريو لإنشاء خط أنيق من معدات الجمنازيوم المنزلية.
في أغسطس 2014 ، أعلنت دورة الألعاب الأولمبية الصيفية لعام 2016 في ريو أنها تختار تكنوجيم كمورد حصري. 

## رعاية
في عام 1993، رعت تكنوجيم فريق سباقات السيارات للفورمولا ون بينيتون فورمولا . 
قامت تكنوجيم برعاية الأولمبياد في سيدني وأثينا وتورين وبكين  حيث كانت من الموردين الرسميين المرتبطين بالرياضة لأولمبياد صيف 2008، جنبًا إلى جنب مع أديداس. تم تعيين الشركة لتوفير المعدات لأولمبياد لندن 2012.

## مؤشر الأداء
تعرض معدات تدريب القلب والأوعية الدموية من تكنوجيم مؤشر أداء خاص (PI) عند استخدامه مع جهاز مراقبة معدل ضربات القلب . يتم عرض النتائج على مقياس من 0 إلى 99 مع أرقام أعلى تشير إلى أداء أقوى. النتائج ليست قابلة للمقارنة بشكل مباشر مع مقاييس أخرى مثل VO2 max . النطاقات المذكورة في الكتيبات هي:
| PI         | أداء    |
| ---------- | ------- |
| حتى 10     | فقير    |
| 11 إلى 20  | معرض    |
| 21 إلى 30  | جيد     |
| 31 إلى 40  | حسن جدا |
| أكثر من 40 | ممتاز   |

يعتمد PI على النسبة بين متوسط استهلاك الأكسجين (VO 2 ) ومتوسط معدل ضربات القلب كنسبة مئوية من الحد الأقصى لمعدل ضربات القلب أثناء التمرين. بالإضافة إلى ذلك {\displaystyle VO_{2}=3.5\cdot METs} حيث METs هي السعرات الحرارية المستخدمة في الساعة مقسومة على الوزن بالكيلوجرام. بشكل أكثر تحديدًا ، يتم استخدام هذه الصيغة لحساب PI: 
 كما يتبين من الصيغة أعلاه ، يعتمد PI بشكل كبير على حساب الحد الأقصى لمعدل ضربات القلب. تقوم معدات تكنوجيم بحساب الحد الأقصى لمعدل ضربات القلب على أنه 220 ناقص العمر. وبالتالي فإن المؤشر الرئيسي المحسوب للفرد سينخفض عامًا بعد عام حتى إذا لم يتغير الأداء نفسه.
الهدف الرئيسي هو تقدير قدرة القلب والأوعية الدموية للفرد. ستزيد التمارين الأكثر شدة من كل من VO 2 ومعدل ضربات القلب النسبي ، مما يجعل النسبة بين الاثنين مستقرة نسبيًا على الأقل بالنسبة للمستويات المتوسطة من الشدة.

## روابط خارجية
- الموقع الرسمي